# Charlie’s Angels: Music from the Motion Picture
Charlie’s Angels: Music from the Motion Picture – album ze ścieżką dźwiękową do filmu Aniołki Charliego z 2000 roku.

## Lista utworów
| 1.  | „Independent Women Part I” – Destiny’s Child  |  |
|     |                                               |  |
| 2.  | „Heaven Must Be Missing an Angel” – Tavares   |  |
|     |                                               |  |
| 3.  | „You Make Me Feel Like Dancing” – Leo Sayer   |  |
|     |                                               |  |
| 4.  | „True” – Spandau Ballet                       |  |
|     |                                               |  |
| 5.  | „Dot” – Destiny’s Child                       |  |
|     |                                               |  |
| 6.  | „Baby Got Back” – Sir Mix-a-Lot               |  |
|     |                                               |  |
| 7.  | „Angel's Eye” – Aerosmith                     |  |
|     |                                               |  |
| 8.  | „Barracuda” – Heart                           |  |
|     |                                               |  |
| 9.  | „Turning Japanese” – The Vapors               |  |
|     |                                               |  |
| 10. | „Brandy (You're a Fine Girl)” – Looking Glass |  |
|     |                                               |  |
| 11. | „Got to Give It Up (Part I)” – Marvin Gaye    |  |
|     |                                               |  |
| 12. | „Ya Mama” – Fatboy Slim                       |  |
|     |                                               |  |
| 13. | „Groove Is in the Heart” – Deee-Lite          |  |
|     |                                               |  |
| 14. | „Charlie’s Angels 2000” – Apollo Four Forty   |  |
|     |                                               |  |
| 15. | „Tangerine Speedo” – Caviar                   |  |
|     |                                               |  |

## Inne utwory wykorzystane w filmie
Utwory wykorzystane w filmie, które nie znalazły się na albumie Charlie’s Angels: Music from the Motion Picture:
- „Blind” – Korn
- „Live Wire” – Mötley Crüe
- „Wake Me Up Before You Go-Go” – Wham!
- „Money (That's What I Want)” – The Flying Lizards
- „I Love Rock N' Roll” – Joan Jett & The Blackhearts
- „Undercover Angel” – Alan O’Day
- „Angel of the Morning” – Juice Newton
- „Principles of Lust” – Enigma
- „Twiggy Twiggy” – Pizzicato Five
- „Sukiyaki” – Kyū Sakamoto
- „Zendeko Hachijo” – Zenshuji Zendeko
- „Smack My Bitch Up” – Prodigy
- „Another Town” – Transister
- „Belly” – Nomad
- „When Angels Yodel” – Frank Marocco
- „The Humpty Dance” – Digital Underground
- „Miami Vice Theme” – Jan Hammer
- „Simon Says” – Pharoahe Monch
- „Leave U Far Behind (V2 Instrumental Mix)” – Lunatic Calm
- „Skullsplitter” – Hednoize
- „Song 2” – Blur
- „Billie Jean” – Michael Jackson
- „Angel” – Rod Stewart
- „All the Small Things” – Blink 182